# Corny Thompson
Corny Thompson (Middletown, Connecticut, Estats Units, 1960) és un jugador de bàsquet ja retirat, que va desenvolupar la seva carrera esportiva com professional gairebé de manera íntegra en diferents clubs d'Europa. És especialment recordat com un dels artífexs de la conquesta del títol de campió d'Europa de l'any 1994 del Joventut de Badalona, en ser qui va anotar la cistella amb la qual es va decidir el partit la final.
Corny Thompson és considerat com un dels precursors del bàsquet modern a Europa, i va ser distingit per l'Eurolliga com un dels cent jugadors que en major mesura havien contribuït al creixement d'aquesta institució en els seus primers cinquanta anys d'historia.

## Carrera esportiva
Va començar jugant al Middletown de Connecticut, al seu institut, per passar a formar part de l'equip de la Universitat de Connecticut. Durant els seus 4 anys d'etapa universitària va ser el jugador més destacat de l'equip. Va resultar elegit en la quarta posició de la 3a ronda (lloc 50 en el global) del draft de l'NBA del 1982 pels Dallas Mavericks, equip en el que va debutar a la temporada 1982-83. Només va disputar uns partits, ja que una greu lesió de genoll va estar de posar fi a la seva carrera. Thompson va tornar a les pistes per jugar la recta final del campionat de la CBA amb els Detroit Spirits on va coincidir amb un històric d'aquesta competició: Tico Brown i on els pocs partits que va disputar va demostrar estar recuperat de la seva lesió promitjant 15 punts i 10 rebots per partit.
Després de descartar definitivament l'opció de continuar en l'òrbita del bàsquet nord-americà, Thompson es decideix a donar el salt a Europa recalant al Pallacanestro Varese de la Lliga Italiana, on ràpidament es converteix en un ídol per a l'afició local gràcies als seus excel·lents números durant les 6 temporades que va romandre en l'equip. A la temporada 1990-91 ja amb 30 anys complerts, Thompson va arribar a Badalona per fitxar pel Montigalà Joventut, equip que en aquells temps lluitava per disputar la supremacia de la lliga ACB al Reial Madrid i al FC Barcelona. En l'equip va coincidir amb jugadors de la talla d'Harold Pressley o Jordi Villacampa, i des del principi va ser un dels factors determinants en aconseguir que el Joventut es proclamés campió de l'ACB d'aquella temporada. El seu millor moment de joc va coincidir amb la disputa de la final de la lliga en la qual per primera vegada en la història es va designar a l'MVP de la mateixa, recaient en ell tal honor.
A la temporada 1993-94 el jugador es va fer amb el títol més important de tots els que va aconseguir en la seva carrera. El Joventut arribava per segona vegada a la final de la Copa d'Europa, dos anys després del subcampionat d'Istanbul, ara amb Zeljko Obradovic a la banqueta. La final es va disputar a Tel-Aviv davant el conjunt grec de l'Olympiacos BC. Quan faltaven 19 segons per al final del partit, quan el resultat era de 56-57 a favor del conjunt hel·lè, Corny va aconseguir una de les cistelles més important de tota la seva carrera, i per la qual seria recordat com l'heroi d'aquella final, en anotar el triple que acabaria donant la victòria al Joventut per 59-57.
Després de la seva etapa a Badalona, Thompson va signar pel Club Baloncesto León a l'inici de la temporada 1994-95, club en el qual jugaria els seus dos últims anys com a professional, i on es va guanyar l'apel·latiu de "l'avi".